# Echo Black (banda)
Echo Black es una banda de Pop Rock originaria de Nueva York, Estados Unidos fue creada por Danny Blu en el año 2015.

## Información
Echo Black es una banda de Pop Rock que se formó por Danny Blu en el año 2015, y hasta ahora han sacado 3 sencillos, el primer sencillo es Burn Another Day junto con Davey Suicide y salió en el año 2015, el segundo es Perfect junto con Telle Smith y el tercero es Chemicals.